# Towarzystwo Przyjaciół Nauk w Legnicy
Towarzystwo Przyjaciół Nauk w Legnicy (TPN) – organizacja pozarządowa założona 20 kwietnia 1959 r. w Legnicy, skupiająca ok. 100 członków (stan na rok 2006), zajmująca się popularyzacją nauki poprzez m.in. organizowanie wystaw, odczytów, wykładów, konferencji i sympozjów naukowych (o zasięgu regionalnym, ogólnopolskim i międzynarodowym), sesji popularnonaukowych adresowanych do wszystkich zainteresowanych tematyką naukową i regionalną, prezentacji i spotkań autorskich, wykładów Uniwersytetu Trzeciego Wieku.
TPN prowadzi własną działalność wydawniczą (m.in. wydawanie od 1966 r., z kilkuletnią przerwą, „Szkiców Legnickich” – roczników o historii ziemi legnickiej, jej mieszkańcach i problemach miasta i regionu dolnośląskiego, oraz wydanie dwóch Monografii Legnicy oraz wielu materiałów pokonferencyjnych). Towarzystwo posiada także własną bibliotekę, której księgozbiór liczy ok. 11 tys. woluminów, w tym 265 starodruków.
Honorowi członkowie TPN w Legnicy
- prof. dr Mirosława Chamcówna
- Zofia Kossak-Szczucka
- prof. dr Henryk Jabłoński
- prof. dr Tadeusz Przybylski
- prof. dr Hugon Kowarzyk
- prof. dr Tadeusz Porębski
- prof. dr Kazimierz Urbanik
- prof. dr Tadeusz Dziekański
- prof. dr Marian Haisig
- doc. dr Jerzy Rozpędowski
- doc. dr Jan Wyżykowski
- prof. dr Dionizy Smoleński
- prof. dr Roman Heck
- prof. dr Gerard Labuda
- prof. dr Marek Derwich
- Tadeusz Gumiński
- Czesław Kowalak